# シリル・ディードリシュ
- シリル・ディートリヒ
- シリル・ディードリヒ

シリル・ディードリシュ（Cyril Diederich、1945年10月2日 - ）は、フランス出身の指揮者。
エクス＝アン＝プロヴァンスの音楽家の家に生まれる。作曲家だった父レイモンから5歳よりピアノの手ほどきを受ける。パリ音楽院でジャン・ドヴェミーのクラスでホルンを学び、ルシアン・テヴェの薫陶も受けて1968年にプルミエ・プリを得た。エクサン・プロヴァンス音楽祭のコンサートに参加して指揮に興味を持つようになり、マニュエル・ロザンタールやジャン＝セバスティアン・ボロー等に指揮法を学んだ。1974年からリヨン国立管弦楽団の補助指揮者、1976年からリール国立管弦楽団の補助指揮者として経験を積む。1984年から1990年までモンペリエ・フィルハーモニー管弦楽団の首席指揮者、1996年から2005年までミュルーズ交響楽団の芸術監督を歴任した。